# Swiss (Carolina del Norte)
Swiss es un área no incorporada ubicada del condado de Yancey en el estado estadounidense de Carolina del Norte.